# Körsbärsräka
Körsbärsräka (Neocaridina Davidi, tidigare heteropoda) är en liten äkta räka från Taiwan som blir cirka 2,5 till 3 centimeter lång.
Färgen varierar från mörkrött till brunrött, beroende på gener och kost men även på räkans humör. Den lever i två till tre år och är mycket omtyckt som nybörjarräka för hemmaakvarier på grund av dess fina färg och tålighet.

## Skötsel
Körsbärsräkor är lätta att ta hand om i akvarium och förökar sig väldigt snabbt. De kan anpassa sig till många vattenförhållanden, och kommer att trivas på samma villkor som många vanliga akvariefiskar. Några körsbärsräkor kan hållas i ett litet akvarium på 4–8 liter, men 40 liter eller mer rekommenderas för att klara av en aktiv koloni. Det rekommenderas att ha riktiga växter i akvariet.
Denna sorts räka tillbringar en stor del av sin tid med att sitta på vattenväxter, när sådana finns, och gömmer sig i dem som skydd, speciellt efter att de ömsat skal. De äter också alger och mikroorganismer som bildas på växtblad utan att skada bladen. Javamossa och javaormbunke är båda utmärkta för dessa räkor, eftersom de trivs i samma förhållanden som körsbärsräkan och ger en tilltalande visuell kontrast med den röda färgen på räkorna.
Vattenväxter som särvsläktet, Ceratopteris thalictroides, E. crassipes och Elodea kan användas till dubbla syften som dekoration och som ett naturlig vattenfilter som tar bort nitrat från vattnet.

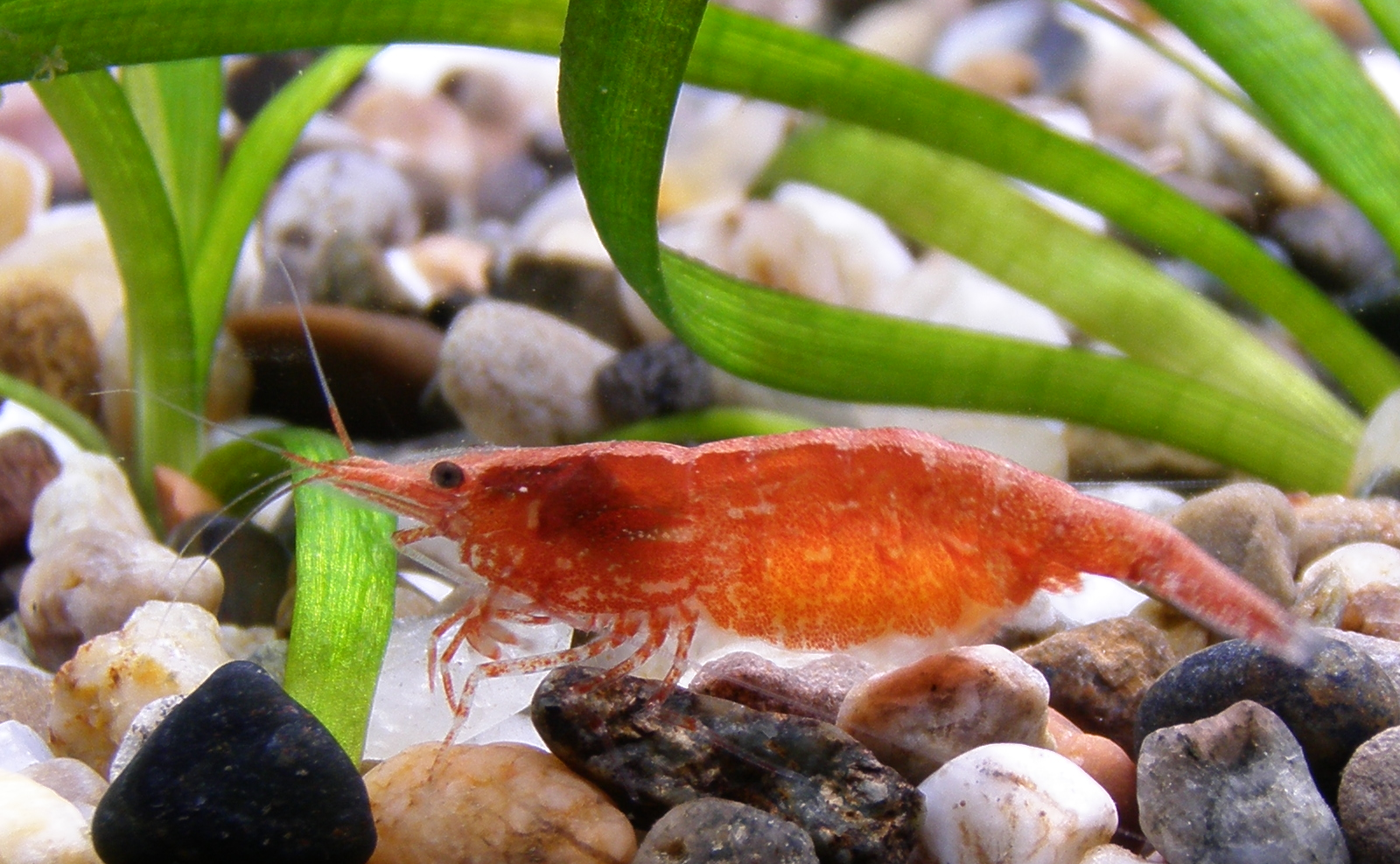
Neocaridina heteropoda hona

Körsbärsräkor reagerar på färgen på deras bakgrund och substrat. Om de hålls i en tank med ljust substrat, blir de blekare, ibland även transparenta. Används ett mörkare substrat, tar de till sin fullständiga röda färg. Färgintensitet beror också på vilken typ av mat de får (levande föda som innehåller mycket protein och fett är bättre än flingfoder), pH-värde och temperatur.

## Beteende
Körsbärsräkan är en fredlig räka. De är aktiva under dagen, och kan ses äta på alger, akvariets dekoration eller sidorna av tanken, och ibland även para sig. Periodvis ömsar de sitt skal, detta bör vara kvar i tanken, eftersom räkor äter det för att återvinna värdefulla mineraler som det innehåller.
Gravida honor tenderar att gömma sig i mörkret. Om de känner sig hotade av rovdjur, kommer de att överge sina ägg. De behöver en miljö med trä eller växter såsom Javamossa att gömma sig och sina barn i. När de bär äggen under sina kroppar, kan man se att de cirkulerar vatten över äggen med benen för att säkerställa god hälsa.

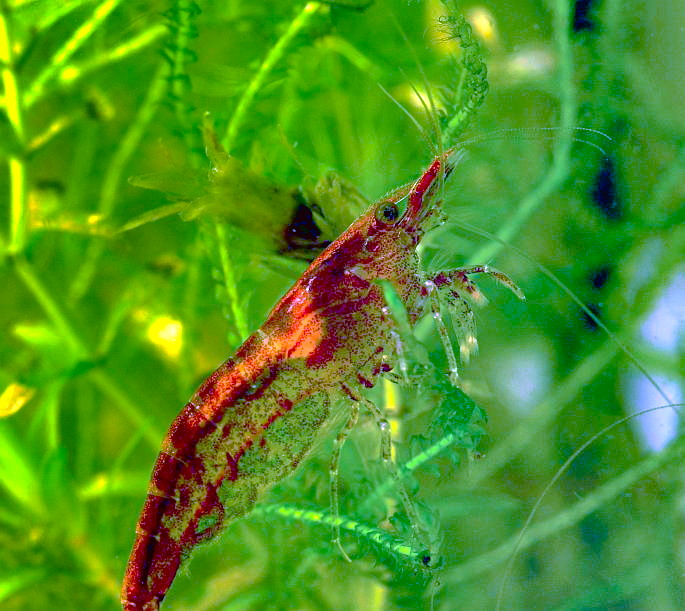

## Föda
Körsbärsräkor är främst algätare, men kommer att äta den mesta mat som används till akvarium. Skållade (kokt tills den är mjuk) grönsaker som zucchini (squash), babymorötter, ärter och spenat kan användas som kompletterande mat, men ska utfodras sparsamt. Överblivna grönsaker kan mycket snabbt brytas ner och skapa problem med vattenvärdena. Vid utfodring av kommersiell fisk/räkmat ska man se till att det inte finns någon koppar i. Många uppfödare tror att kopparsulfater förekommer i den mesta fiskmat, men inte är farligt i små mängder. Kopparsulfater som finns i bekämpningsmedel mot sniglar är i stora mängder och kommer att döda räkorna.

## Kön
Hanen är mindre och inte lika färggrann som honan. Hanens stjärt är tunnare eftersom den inte används för att bära ägg. Honan visar en mycket mörkare och mer omfattande röd färg, och har ofta en "sadel"-märkning för att utveckla ägg.

## Odling
Att odla körsbärsräkor är enkelt, det enda man i princip behöver göra är att sätta en hane och hona i samma akvarium. Man kan se äggen utvecklas i honans äggstockar som en vit eller gul triangulär "sadel"-märkning på ryggen. När hon är redo att lägga ägg, släpper hon feromoner i vattnet för att signalera sin tillgänglighet för hanarna. Hanarna i tanken blir ofta exalterade, och simmar mycket aktivt när de söker efter källan till feromonerna.
Äggen blir mörkare och mörkare tills de unga räkorna kläcks efter cirka tre veckor. När de kläcks är de små (~ 1 mm) kopior av de vuxna. De har inget planktoniskt larvstadie. De tillbringar sina första dagar i livet gömda bland växter, där de nästan är osynliga. 